# Omar Hallström
Omar Gunnar Hallström, född 21 oktober 1886 i Köping, död där 18 juni 1967, var en svensk företagsledare.
Omar Hallström var son till disponenten Otto Gunnar Hallström och sonson till Otto Gottfrid Hallström. Han utexaminerade som ingenjör från Örebro tekniska elementarskola 1905 och studerade efter praktik vid Köpings mekaniska verkstad vid Technische Hochschule i Dresden 1907–1909. Hallström var konstruktör vid Dresdner Bohrmaschinenfabrik 1909–1910 och vid Lodge & Shipleys verkstad i Cincinnati 1911–1913. Efter hemkomsten anställdes han i familjeföretaget Köpings mekaniska verkstad, där fadern var disponent. Han blev verstadsingenjör 1914, överingenjör 1926, disponent 1928 och VD för företaget 1939. Under hans tid som chef utvidgades anläggningarna betydligt med tillbyggnader 1941, 1943 och 1944. Hallström var även aktiv som kommunalpolitiker i Köping, som stadsfullmäktig från 1919, som stadsfullmäktiges ordförande 1934–1942 och vice ordförande från 1943, som ordförande i Köpings stads hamnstyrelse 1928–1942, som ordförande i styrelsen för Köping-Uttersberg-Riddarhyttans järnvägar 1931–1935 med flera uppdrag. Han arbetade särskilt för utvidgning av Köpings hamn. Hallström var ordförande i Svenska verkstadsindustrins standardkommitté 1931 - 1952  och därefter styrelseordförande 1952-1956. Den av Hallström författade skriften Verktygslära för järn- och metallarbetare har från 1923 till 1951 utkommit i åtta upplagor.